# 90717 Flanders
90717 Flanders è un asteroide della fascia principale. Scoperto nel 1991, presenta un'orbita caratterizzata da un semiasse maggiore pari a 2,5639244 au e da un'eccentricità di 0,0940846, inclinata di 9,77238° rispetto all'eclittica.